# Francesco Guardi
Francesco Lazzaro Guardi (Veneza, Itália, 5 de outubro de 1712 – Veneza, 1 de janeiro de 1793) foi um pintor veneziano e um dos maiores paisagistas do período Rococó.
No início de sua carreira colaborou com seu irmão mais velho Giovanni Antonio Guardi na produção de pinturas religiosas. Após a morte de Gian Antonio em 1760, Francesco se concentrou em vedute (é uma pintura altamente detalhada, geralmente em grande escala ou, mais frequentemente, a impressão de uma paisagem urbana ou alguma outra vista). O mais antigo deles mostra a influência de Canaletto, mas ele gradualmente adotou um estilo mais solto caracterizado por pinceladas vigorosas e arquitetura livremente imaginada.

## Biografia
Francesco Guardi nasceu em uma família da nobreza menor originária de Trentino. Seu pai, Domenico (nascido em 1678), e seus irmãos Niccolò y Gian Antonio foram também pintores. Este último herdou a oficina familiar após a morte do pai em 1716 e atuou como professor de Niccolò e Francesco.
Em 1735, Francesco passou a trabalhar na oficina de Michele Marieschi, onde permaneceu até 1743. Suas primeiras obras confirmadas datam de 1738 e foram feitas sob encomenda para uma paróquia de Vigo d'Anuania, no Trentino. A primeira obra assinada por Francesco é Santo adorando a eucaristia (cerca de 1739).
Suas obras desse período incluem representações figurativas e paisagens, incluindo suas primeiras vedutas. Em 15 de fevereiro de 1757, casou-se com Maria Mathea Pagani, filha do pintor Matteo Pagani. No mesmo ano nasceu seu primeiro filho, Vincenzo. Em 1763, por ocasião da eleição do doge Alvise IV Mocenigo, pintou as Festas do doge, uma série de doze telas. Um ano depois nasceu seu segundo filho, Giacomo.
Por volta de 1778, realizou a obra Santíssima Trindade aparecendo aos santos Pedro e Paulo na igreja paroquial de Roncegno. Em 1782 o governo veneziano encomendou a Guardi seis telas para celebrar a visita dos arquiduques russos à cidade, das quais só restam duas. Outras duas telas foram pedidas para comemorar a visita do Papa Pio VI. Em 12 de setembro do mesmo ano, foi admitido na Academia de Belas Artes de Veneza.

## Estilo

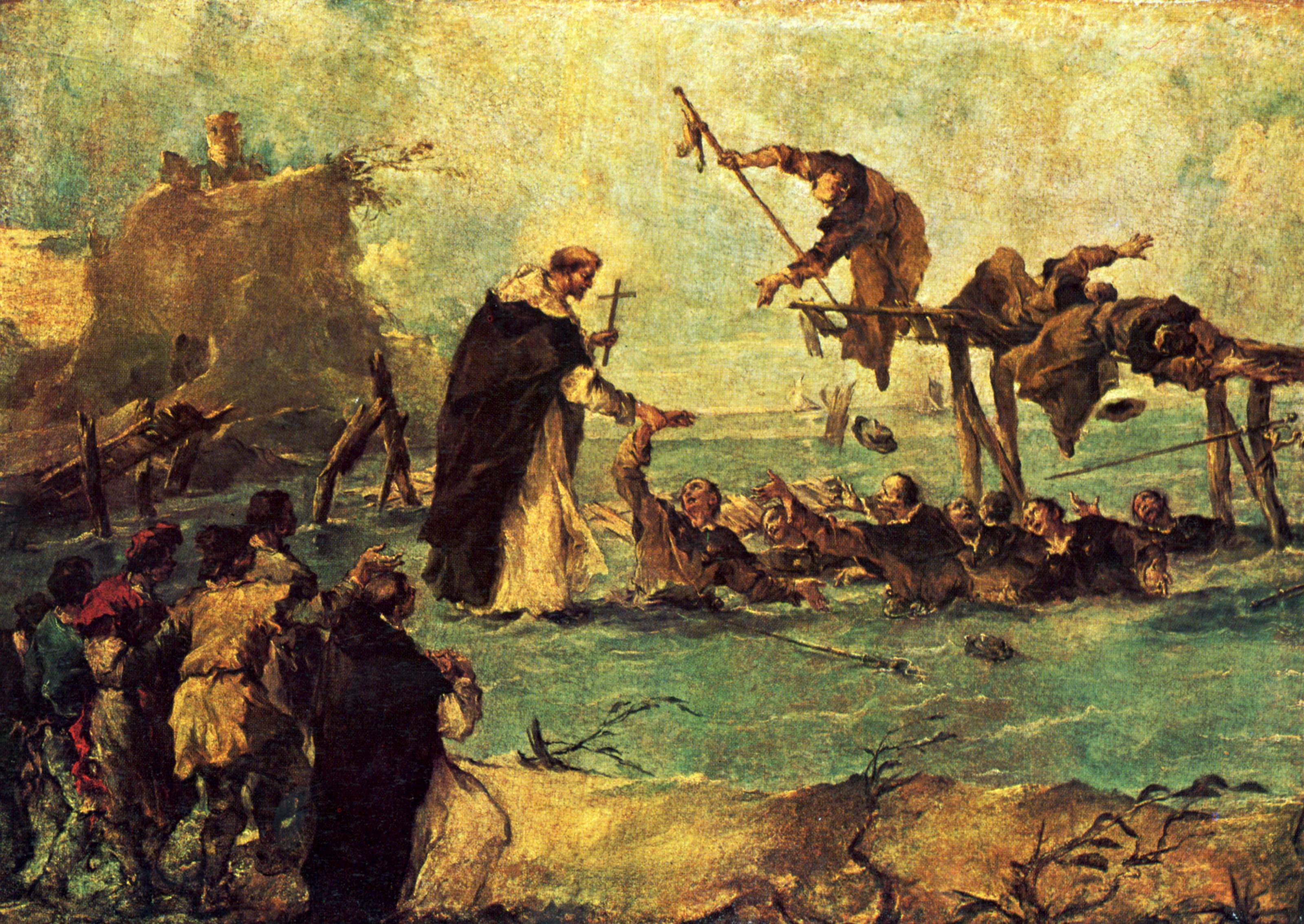
Milagre de um Santo Dominicano, óleo sobre tela, 1763; Lugano, Coleção particular.

As primeiras vedutas de Francesco Guardi guardam nítida influência com as obras de Canaletto e Lucas Carlevarijs. Foi também influenciado por Alessandro Magnasco em telas como Milagre de um Santo Dominicano num estilo quase expressionista. Com o passar do tempo, no entanto, o pintor se dirigiu rumo à criação de um estilo próprio.

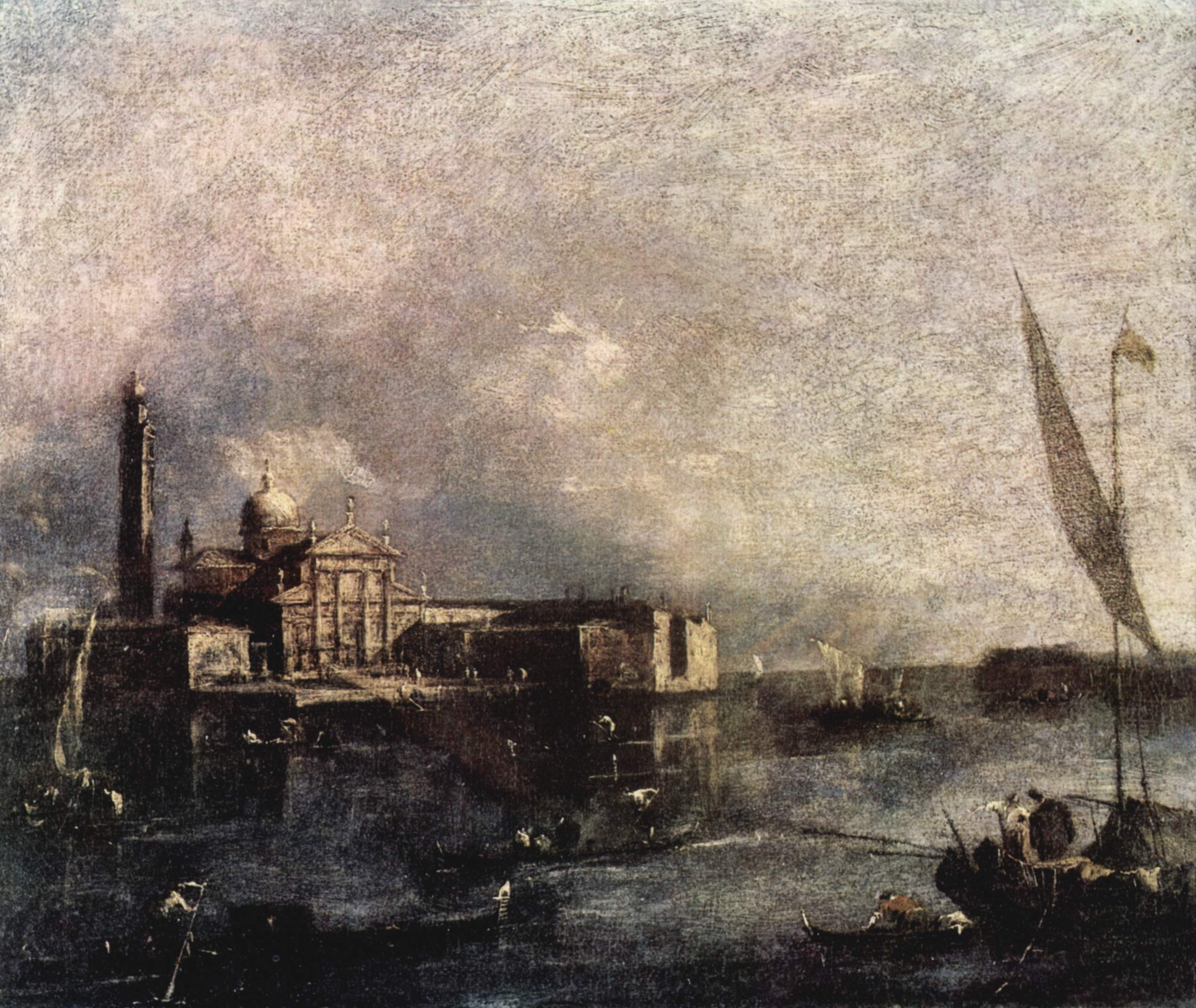
L'Isola di San Giorgio, óleo sobre tela, segunda metade do século XVIII; Galería Estense, Modena

Fazendo largo uso do sfumato e da chamada pittura di tocco, estilo baseado em pequenas e enérgicas pinceladas pontuais, o artista criou um estilo de pintura mais solto, em contraposição às pinturas sólidas e organizadas de Canaletto e Tiepolo. De fato, enquanto em Canaletto há uma concentração em representar meticulosamente a arquitetura veneziana, em Guardi os edifícios parecem estar dissolvendo-se e afundando nos canais lodosos.
Outra diferença observada entre Guardi e Canaletto é a representação do céu. Neste, Veneza é mostrada sobre a luz solar, com intrincadas linhas e brilhantes detalhes urbanos. Naquele, entretanto, o céu aparece nublado, no momento do crepúsculo. Ao contrário de Canaletto — que pintou a vida quotidiana dos bairros e comunas venezianos, dando-lhes, algumas vezes, um aspecto épico — Guardi não buscou retratar Veneza dessa forma: sua obra representa a dissipação da República de Veneza, como é possível notar no quadro no quadro Fogo no depósito de azeite de San Marcuola. É uma descrição da rápida decadência da cidade, que se converteria, nas palavras de Napoleão Bonaparte, na "sala da Europa", ocupada por cassinos, carnavais e cortesãs.
O estilo de pintura mais solto inaugurado por Francesco Guardi iria influenciar, posteriormente, Giovanni Battista Piazzetta e Sebastiano Ricci. Seria também muito apreciado, séculos depois, pelos impressionistas franceses.

## Galeria

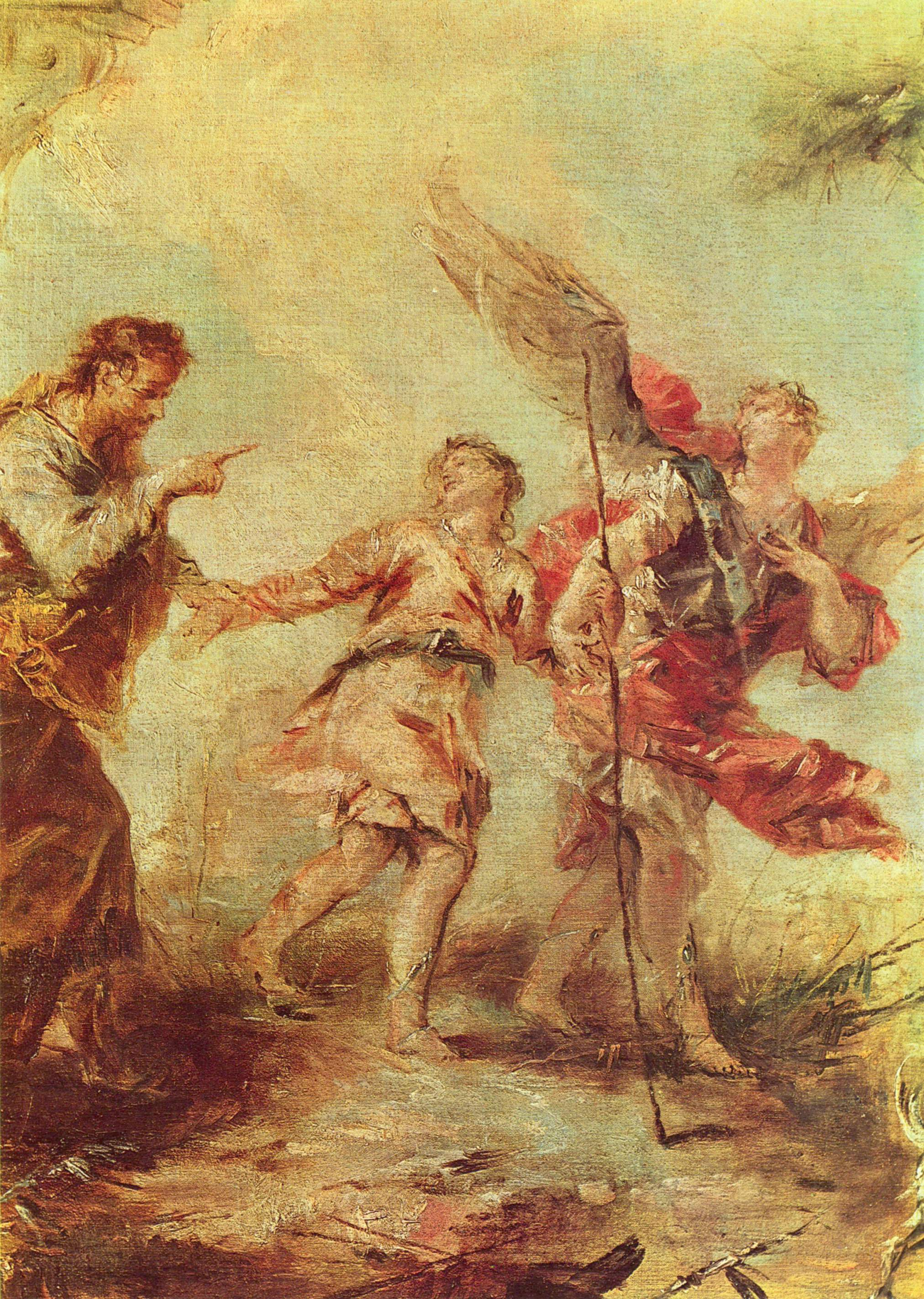
Partida de Tobias e Angel, Chiesa dell'Angelo San Raffaele (Veneza)
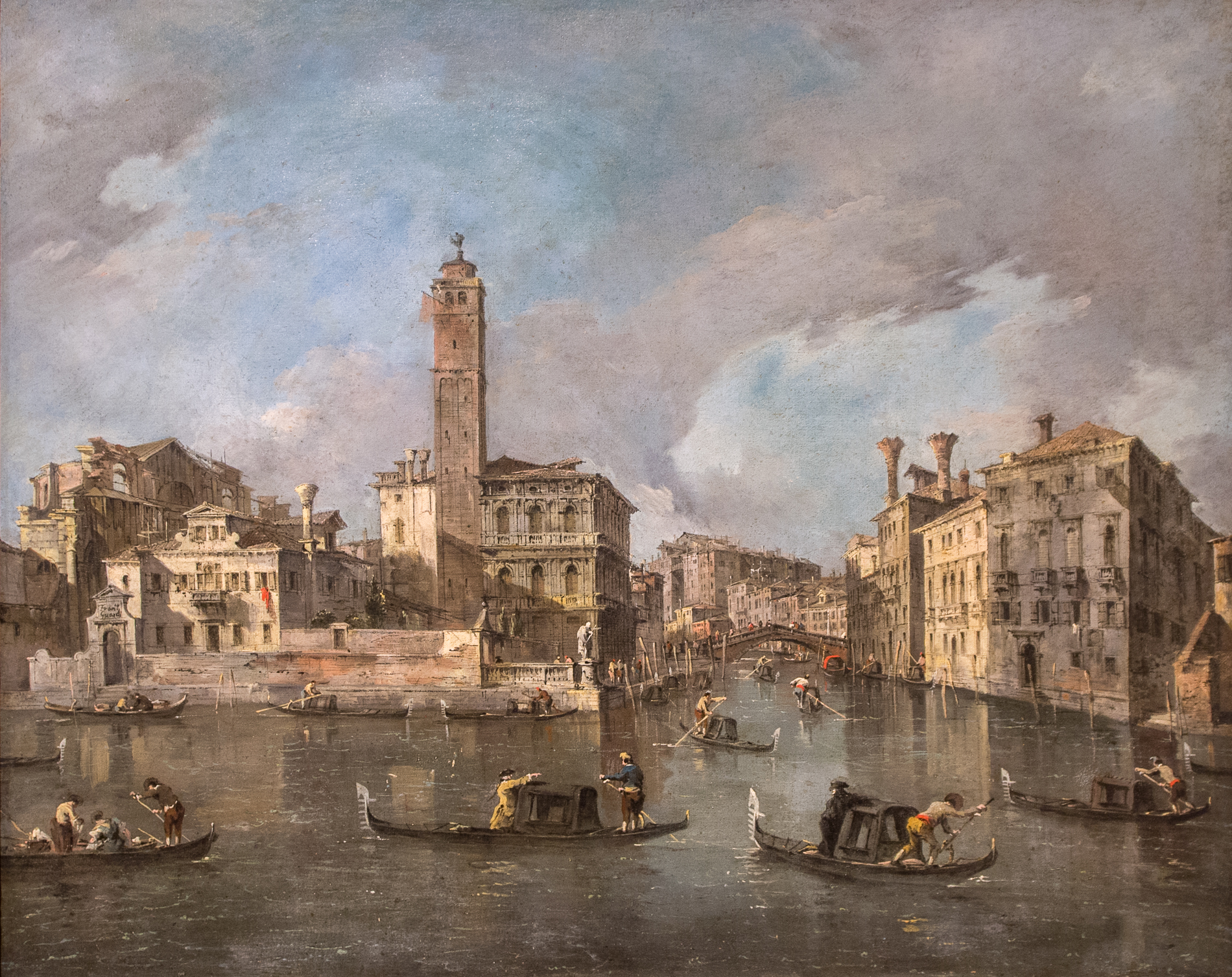
Vista do Grande Canal em San Geremia, Veneza (1760-1765)
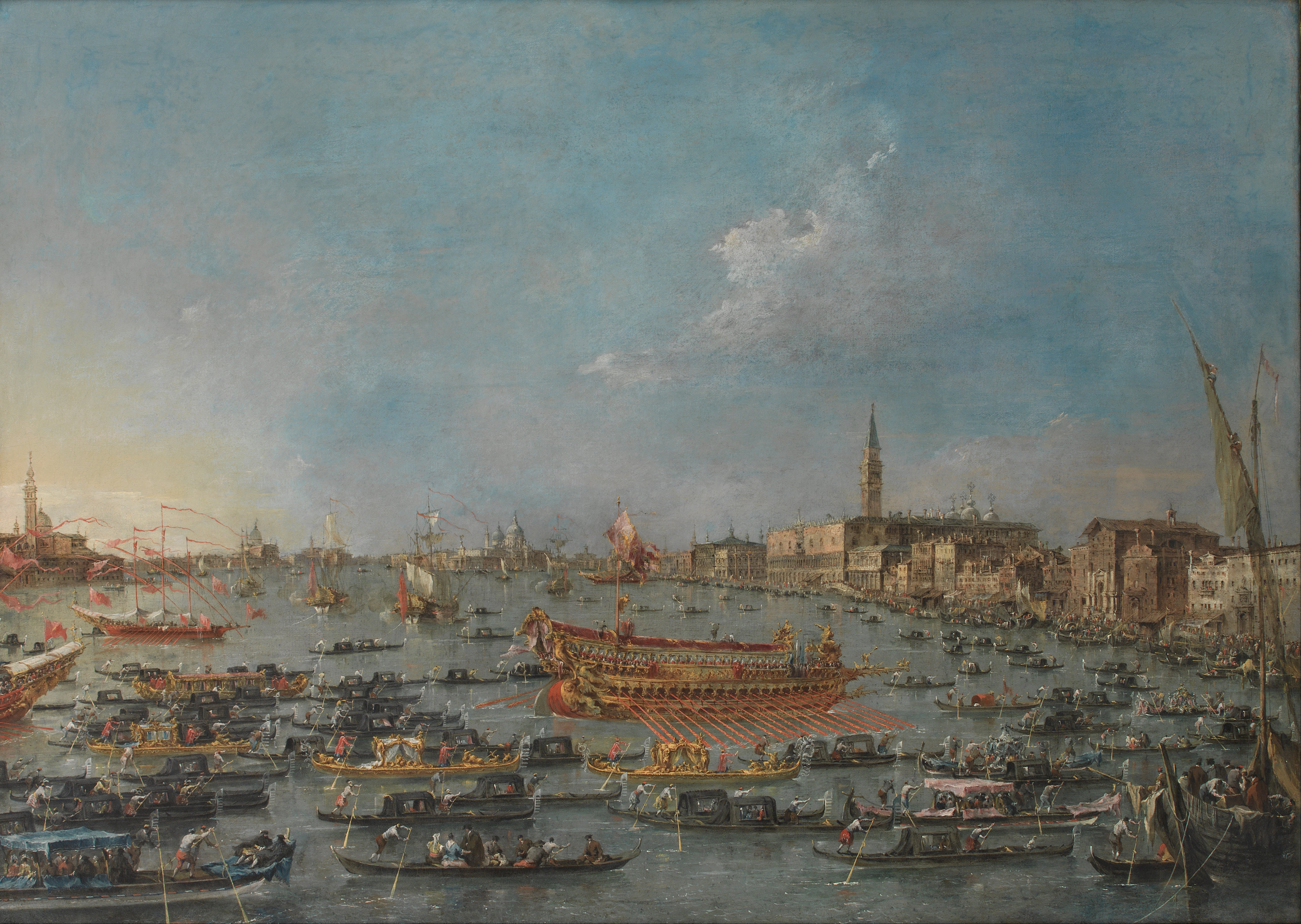
O Festival Bucintoro de Veneza (1780-1793)
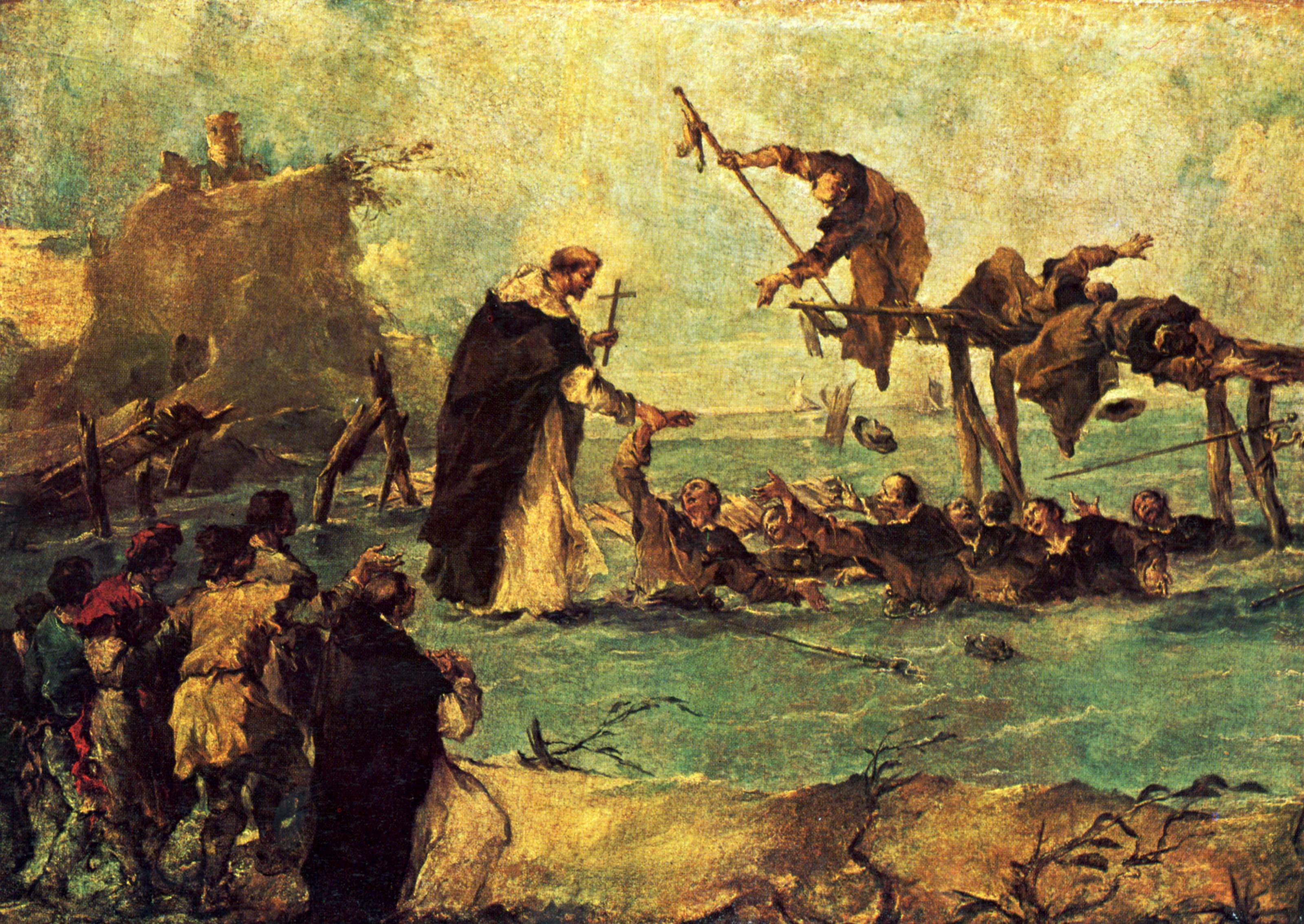
Milagre de um Santo Dominicano (1763), Lugano
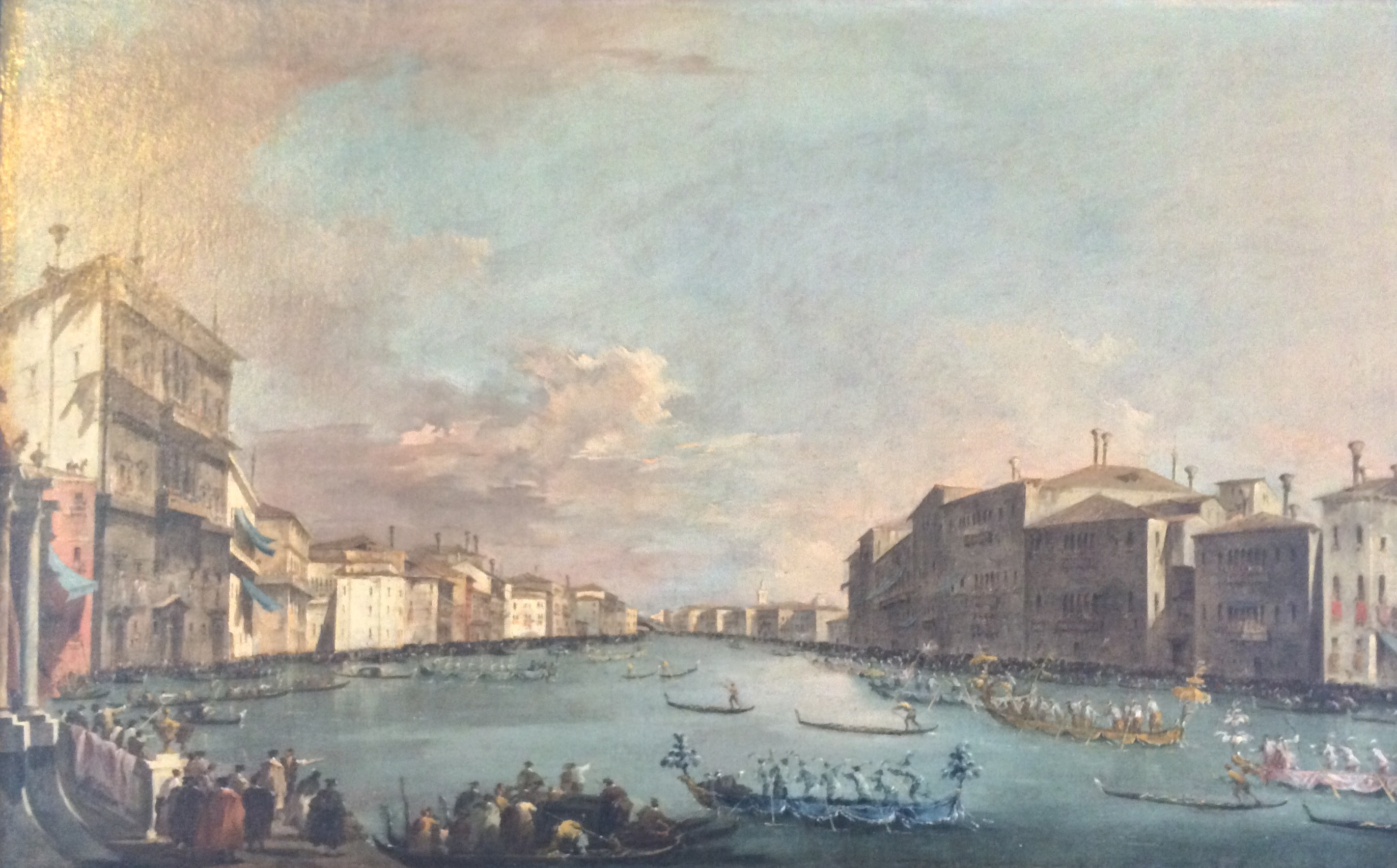
Regata em Veneza (1770)
Vista do Canal Cannaregio (c. 1770)
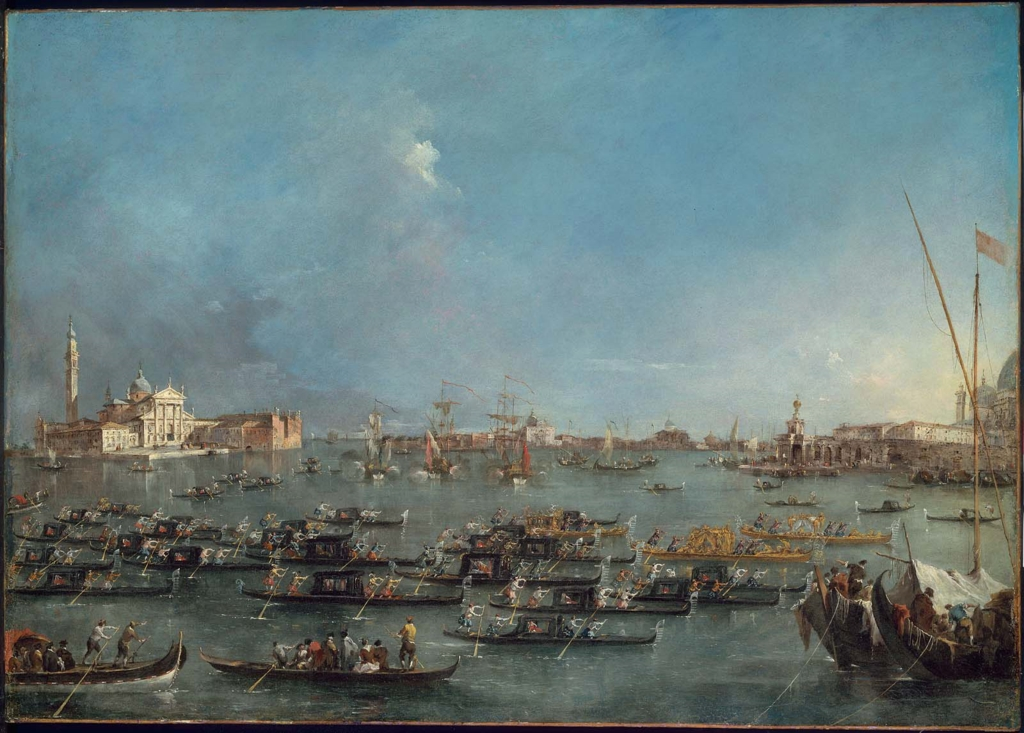
Procissão das Gôndolas no Bacino di San Marco (c. 1782), Museum of Fine Arts, Boston
Incêndio no depósito de petróleo em San Marcuola (1789)
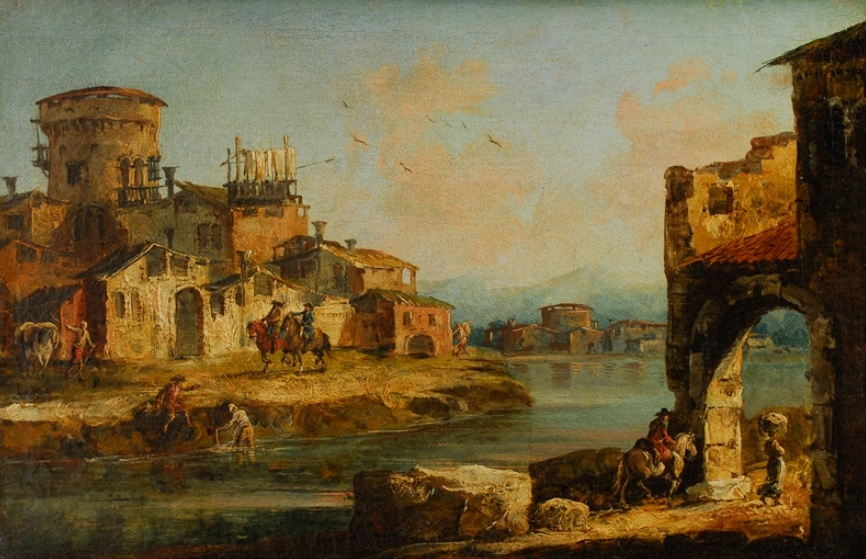
Paisagem de Veneza, museu de belas artes de, Ryazan
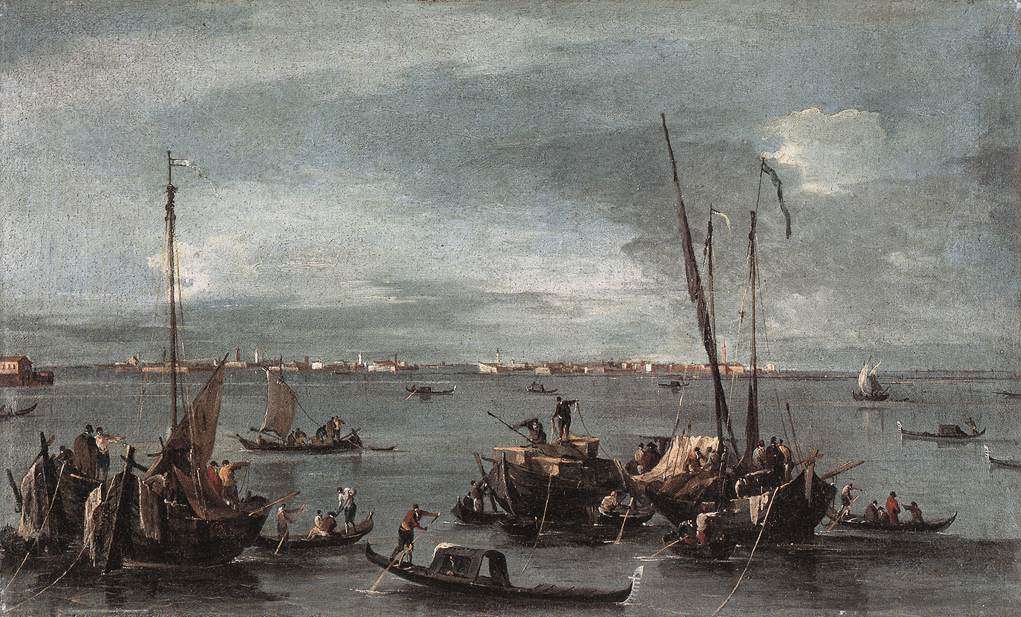
Lagoa que olha para Murano a partir do Fondamenta Nuova (1765-1770)
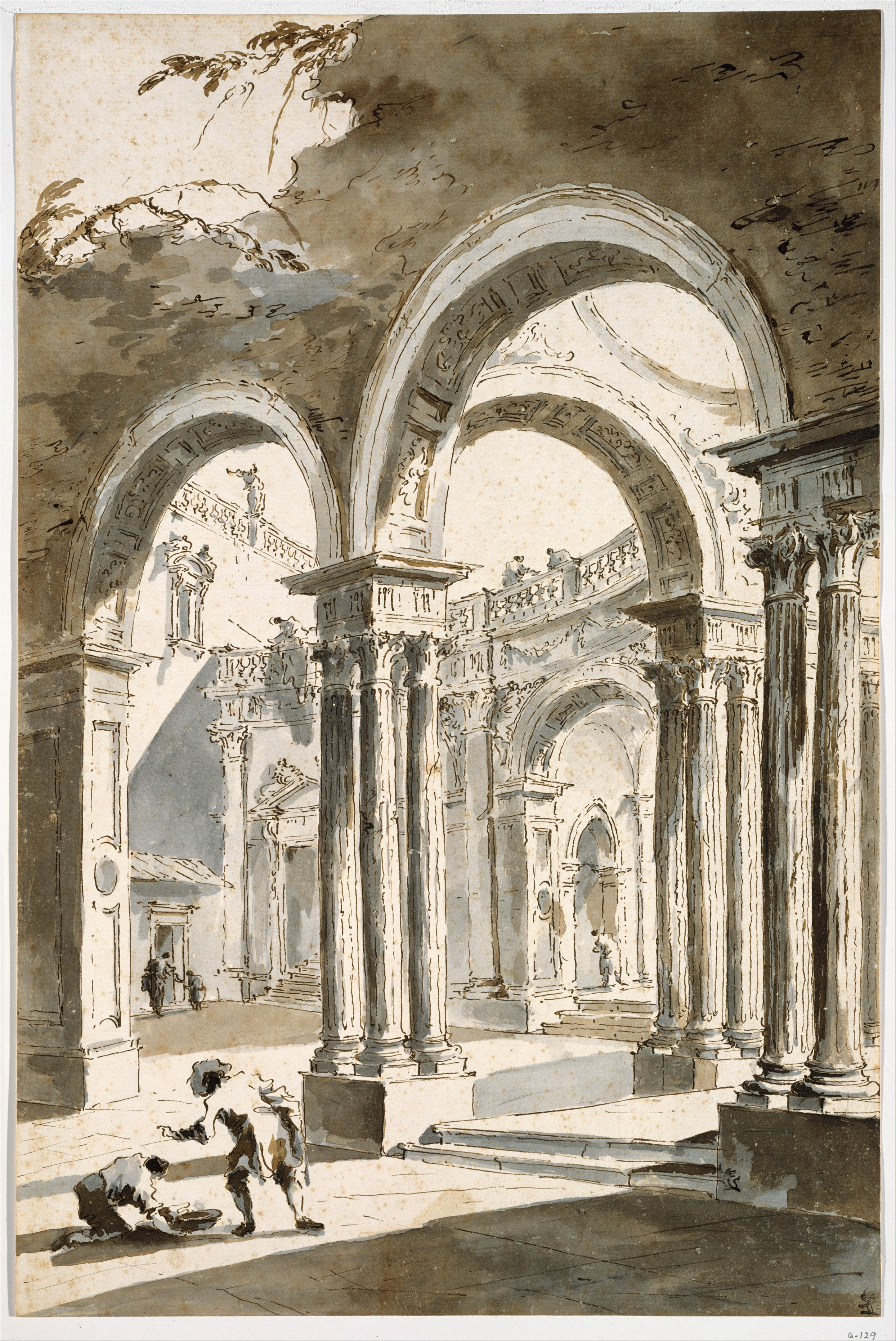
Uma colunata, parcialmente arruinada, com figuras (1780-90)

## Ver Também
- Rococó na Itália
- Pintura da Itália
- Pintura do Rococó
- Rococó
- História da Pintura